# التصميم والبناء
التصميم والبناء (أو تصميم/بناء) هو نظام تنفيذ مشاريع يُستخدم في مجال البناء والتشييد. هي طريقة لتنفيذ مشروع تكون فيها خدمات التصميم والبناء مُتعاقَد عليها من قِبل جهة واحدة معروفة باسم مُنفذ التصميم أو مقاول التصميم والبناء. يمكن أن ينقسم هذا النظام إلى مشاريع تصميم وبناء بقيادة المعماري (تُعرف أحيانًا التصميم-البناء بقيادة المصمم) ومشاريع تصميم وبناء بقيادة المقاول.
على عكس مناقصات التصميم والبناء (أو «عروض سعر التصميم»)، يعتمد نظام التصميم-البناء على عقد ذو جهة مسؤولية واحدة وتُستخدم هذه الطريقة لتقليل المجازفات على مالك المشروع ولتخفيض الجدول الزمني للتسليم من خلال تداخل مرحلتي تصميم وبناء المشروع.
يمتلك نظام التصميم-البناء أيضًا جهة مسؤولة واحدة. يكون مقاول التصميم والبناء مسؤول عن كل العمل في المشروع، لذا يبحث الزبون عند أي خطأ عن تعويضات قانونية من قِبل طرف واحد.
يتضمن المنهج التقليدي في مشاريع البناء على تعيين مصمم من جهة، وتعيين مقاول من جهة أخرى. تغير طريقة التوريد الخاصة بنظام التصميم والبناء من التسلسل التقليدي للعمل. تلبي رغبات الزبون من خلال وجود جهة مسؤولة واحدة في محاولة لتقليل المخاطر والكلف الإجمالية. تستخدم اليوم بشكل شائع في بلدان عديدة وأشكال العقود متاحة على نطاق واسع.
يُقارَن أحيانًا نظام التصميم والبناء مع منهج «كبير البنّائين»، وهو واحد من أقدم أساليب عمليات البناء. في مقارنة نظام التصميم والبناء مع الطريقة التقليدية في توريد المشاريع، ذكر مؤلفو دليل مقاولات التصميم والبناء أنه: «من منظور تاريخي لما يُسمى المنهج التقليدي فهو في الحقيقة مفهوم حديث جدًا، لم يُستخدم إلا منذ 150 سنة تقريبًا. في المقابل، مفهوم التصميم والبناء – المعروف أيضًا بمفهوم «كبير البنّائين» – فقد أُفيد بأنه كان مُستخدمًا لأكثر من أربعة ألفيات».
رغم أخذ المعهد الأمريكي للتصميم والبناء للموقف القائل بأنه يمكن قيادة مشاريع التصميم والبناء من قِبل مقاول أو مصمم أو مطور مشاريع أو شركة محاصّة، طالما تحتفظ هيئة التصميم والبناء بعقد واحد للتصميم والتشييد مع بعضهما، فقد أشار بعض المعماريين إلى أن نظام التصميم والبناء بقيادة المعماري هو نهج خاص للتصميم والبناء.
يلعب نظام التصميم والبناء دورًا هامًا في البيداغوجيا، سواء في الجامعات أو في الفعاليات المنظمة بشكل مستقل مثل رورال ستوديو (الاستوديو الريفي) أو آركي كامب (مخيم العمارة).

## مقاول التصميم والبناء
«مُنفذ التصميم» هو غالبًا المقاول العام (أو المتعهد)، لكن يمكن قيادة المشروع في كثير من الحالات من قِبل محترف تصميم (معماري أو مهندس أو تقني عمارة أو مصممين محترفين آخرين). توظف بعض شركات التصميم والبناء محترفين من كِلا القطاعين، البناء والتصميم. باعتبار مُنفذ التصميم هو المقاول العام، يكون المصممون عمومًا موكلون مباشرة من قِبل المقاول. يمكن تكوين شراكة أو شركة محاصّة بين شركة تصميم وشركة بناء وذلك على المدى الطويل أو من أجل مشروع واحد فقط.
حتى عام 1979، منعت مدونة أخلاقيات العمل والقواعد السلوكية الاحترافية الخاصة بالجمعية الأميركية للمعماريين أعضائها من تقديم خدمات بناء. لكن يتطلع العديد من المعماريين اليوم في الولايات المتحدة وأماكن أخرى لتقديم خدمات تصميم وبناء متكاملة، والمنهج الوحيد تجاه هذا الهدف هو نظام التصميم والبناء. أقرت الجمعية أن نظام التصميم والبناء بات واحدًا من المنهجيات الرئيسية في البناء. في عام 2003، وقعت الجمعية على «دليل المعماري لخدمات التصميم والبناء»، الذي كُتب لمساعدة أعضائها بالعمل كمقاولي مشاريع تصميم وبناء. يقدم هذا الكتاب التوجيهات الازمة في مراحل العملية المختلفة: خدمات التصميم والعقود والإدارة والتأمينات والتمويلات.

## مشاريع تصميم - بناء بقيادة المقاول: دور المهندس المعماري
في مشاريع التصميم والبناء بقيادة المقاول، يجري هيكلة الإدارة بأن يعمل المالك مباشرة مع المقاول الذي ينسق بدوره مع مقاولين فرعيين (مقاولين من الباطن). يساهم المعماريون في مشاريع التصميم والبناء بقيادة المقاول في واحدة من عدة طرق، مع درجات مختلفة من المسؤولية، (تمثل A/E في كل مخطط المعماري/المهندس):

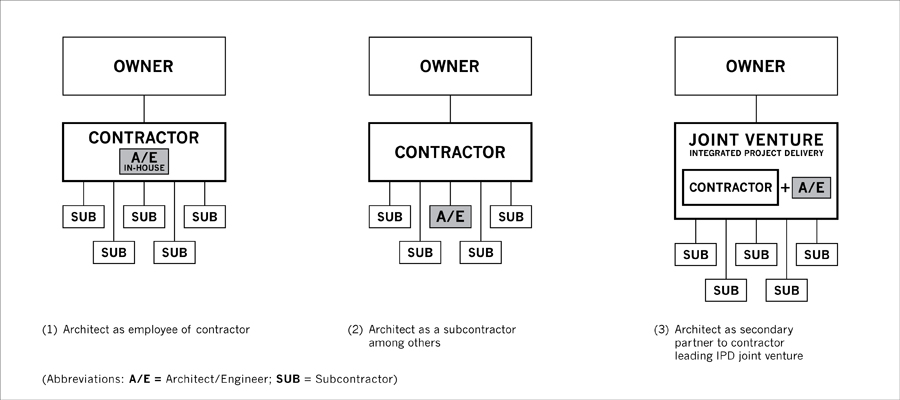
ثلاث نماذج لنظام التصميم والبناء بقيادة المقاول

1. المعماري كموظف عند المقاول: يعمل المعماري عند المقاول كموظف من الداخل. مع ذلك يتحمل المعماري مخاطرة مهنية ويرجح أن يكون تحكمه أقل من مناهج التصميم والبناء الأخرى بقيادة المقاول.
2. المهندس المعماري كمقاول فرعي (من الباطن): هنا، يُعد المهندس المعماري واحدًا من العديد من المقاولين الفرعيين في الفريق الذي يقوده المقاول. يتحمل المهندس المعماري مخاطر مهنية مماثلة ومع ذلك يحظى بالقليل من التحكم.
3. المهندس المعماري كطرف ثان في إنجاز المشروع التكاملي بقيادة المقاول: يعمل المهندس المعماري والمقاول مع بعضهم في شركة محاصة، ينسق كلاهما العمل مع المقاولين الفرعيين من أجل تنفيذ المشروع. يملك مالك المبنى عقد واحد مع هذه الشركة. يقود المقاول الشراكة، لذا في عملية الإشراف على المقاولين الفرعيين، يمكن أن يخضع المعماري للمقاول. يتحمل المعماري نفس المخاطر التي يتحملها في المنهج التقليدي لكنه يملك تحكم أكثر في عملية إنجاز المشروع التكاملي، حتى وإن كان خاضعًا للمقاول.

## مشاريع التصميم والتنفيذ بقيادة المهندس المعماري
مشاريع التصميم والبناء بقيادة المعماري هي تلك التي تتعاون فيها الفرق متعددة الاختصاصات من المعماريين وحرفيي البناء في عملية تنظيم حيوية، تكون فيها إستراتيجية التصميم وخبرة التشييد متكاملة بشكل محكم، ويضمن المعماري كمستشار للمالك، ووكيل للمشروع، وقائد للفريق، دقة أداء عالية للتوفيق بين أهداف المشروع والنتائج. في مشاريع التصميم والبناء بقيادة المعماري، يعمل المعماري مباشرة مع المالك (الزبون)، ويتصرف كالمصمم والمُنفذ، ويدير فريق من المستشارين والمقاولين الفرعيين وموردي المواد خلال فترة تنفيذ المشروع.
يقود المعماريون مشاريع التصميم والبناء بطرق عدة، بدرجات مختلفة من المسؤولية (تمثل A/E في كل مخطط المعماري/المهندس):

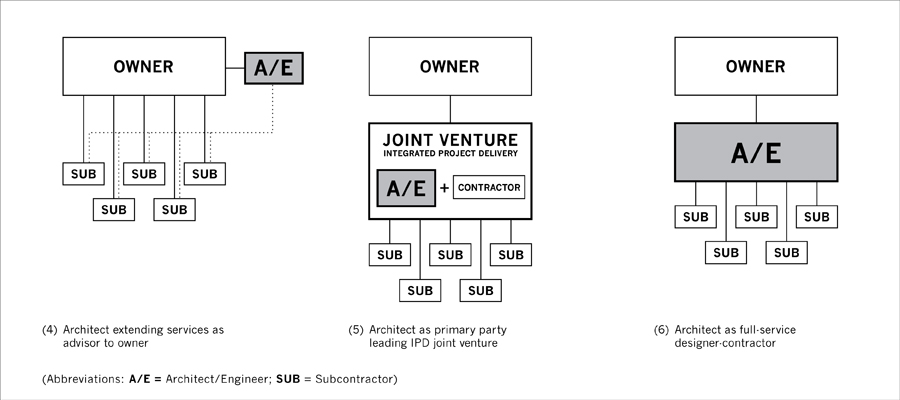
نماذج التصميم والبناء بقيادة المعماري

1. المعماري كمقدم خدمات إضافية: بالتعاقد مع المالك، يمدد المعماري خدماته/ها إلى أبعد من مرحلة التصميم، يتولى مسؤولية إدارة المقاولين الفرعيين بالنيابة عن المالك. يتحمل المعماري مخاطر مماثلة لكن يملك قدرة تحكم أكبر من قدرته في الطريقة التقليدية أو في مشاريع التصميم والبناء بقيادة المقاول.
2. المعماري كطرف رئيسي في إنجاز المشروع التكاملي بقيادة المعماري: كما في التعاون الذي يحدث من خلال شركة المحاصّة، ينسق المعماري مع المقاولين الفرعيين لتنفيذ المشروع. أيضًا، يملك مالك البناء عقد واحد مع هذه الشركة. هذه المرة، يقود المعماري الشراكة، لذا من ناحية الإشراف على المقاولين الفرعيين، يمكن للمقاول أن يخضع للمعماري. يمكن أن يتحمل المعماري مخاطرة أكبر مما يتحمل في الطريقة التقليدية لكن المخاطرة متقاسمة مع المالك والمقاول، كما هو محدد في اتفاقيتهم. هناك طريقة بديلة في تنفيذ هيكلية الإنجاز هذه، وهي أن يتعاقد المعماري مباشرة مع المالك لتصميم وتنفيذ المشروع، وبعدها القيام بتعاقد فرعي مع حليفه المقاول العام من أجل تدابير التوريد ومسؤوليات التنفيذ، الذي بدوره [المقاول العام] يدخل في مقاولات فرعية أخرى مع الحرفيين في هذا المجال. إنه أمر مختلف بالشكل أكثر من المضمون، لأنه يمكن للعمل والشروط القانونية للاتفاقية بين المعماري والمقاول العام أن تكون ذاتها بغض النظر عما إذا كانا يتصفان بشركة محاصّة أو بتعاقد فرعي. إنها «الوجه الآخر من القطعة النقدية» للمنهج الذي يقوده المقاول والذي يُوكل فيه المقاول العام التصميم إلى المعماري.
3. المعماري كقائد لكامل خدمة التصميم والبناء: بالتعاقد مع المالك، يقدم المعماري خدمة كاملة للمالك، إذ يتولى مسؤولية إدارة المقاولين الفرعيين، والمستشارين والجهات البائعة، ويشركهم في المشروع، من البداية إلى النهاية، من التصميم إلى البناء. يتحول دور المعماري خلال المشروع، من مصمم إلى مشرف موقع (عمليًا يأخذ دور المقاول العام)، لكن يرصد أفق المشروع، وهو قادر على استدعاء خبرة المقاولين الفرعيين في البناء طوال العملية. يتحمل المعماري الخطر الأكبر لكنه أيضًا يملك تحكم أكبر على المشروع مما يتحمله في الطريقة التقليدية، أو في طريقة قيادة المقاول ومشاريع تصميم وبناء أخرى بقيادة المعماري.